# Біньонткі
Біньонткі (пол. Biniątki) — село в Польщі, у гміні Бусько-Здруй Буського повіту Свентокшиського воєводства.
Населення — 192 особи (2011).
У 1975-1998 роках село належало до Келецького воєводства.

## Демографія
Демографічна структура на день 31 березня 2011 року:
|          | Загалом | Допрацездатний вік | Працездатний вік | Постпрацездатний вік |
| -------- | ------- | ------------------ | ---------------- | -------------------- |
| Чоловіки | 99      | 23                 | 64               | 12                   |
| Жінки    | 93      | 13                 | 48               | 32                   |
| Разом    | 192     | 36                 | 112              | 44                   |